# فلسفة هندوسية
الفلسفة الهندوسية أو الفلسفة الهندية القديمة هي مجموعة من النظريات الفلسفية التي ظهرت في الهند القديمة، والتي غالباً ما ارتبطت في السابق بالديانة الهندوسية بشكل من الأشكال.
يتضمن الاتجاه العام للفلسفة الهندوسية ستة أنظمة رئيسية (رؤى أو مذاهب أو مدارس (دارشان Darśana))، وهي: سامخيا ويوجا ونيايا وفايشيشيكا وميمامسا وفيدانتا. تدعى تلك المدارس التقليدية أستيكا، وهي التي تقبل بوجود فيدا كمصدر مهيمن وأساسي للمعرفة. تعد تلك المدارس المذهبية متعلقة بالديانة الهندوسية. بالمقابل، فقد انتشر في الهند القديمة أيضاً مدارس وآراء فلسفية رفضت الفيدا وتسمى تلك باسم ناستيكا، والتي تشمل البوذية والجاينية وشارفاكا وآجيفيكا، وغيرها. شغلت علاقة التشابه والاختلاف بين فلسفتي الأستيكا والناستيكا الباحثين منذ بداية تدوين علم الهنديات والاستشراق في القرنين الثامن والتاسع عشر.
إن المذاهب والتقاليد المتضمنة في الفلسفة الهندوسية متنوعة، ولكنها تتوحد في تاريخها المشترك وبتقارب مبادئها الأساسية، ومصادر النصوص، وبالتركيز الوجودي والخلاصي والكوني المتشابه.
يتناظر الدارسون حول العلاقات والاختلافات خلال فلسفات أستيكا ومع فلسفات ناستيكا، بدايةً من كتابات دارسي الهند والمستشرقين من القرن الثامن عشر والقرن التاسع عشر، المشتقة من الأدبيات الهندية المحدودة والآراء القروسطية. تتنوع التقاليد التي شملتها الفلسفة الهندية القديمة، وتتوحد بالتاريخ المشترك والمفاهيم والموارد النصية الثابتة، والتركيز الوجودي والخلاصي والكوني. بينما تعتبر البوذية والجاينية فلسفات وأديان متميزة، تعتبر بعض التقاليد المبتدعة مثل شارفاكا مدارس متميزة في الفلسفة الهندوسية.
تشمل الفلسفة الهندوسية أيضًا بعض المدارس الفرعية لفلسفات إيمانية تدمج أفكار مدرستين أو أكثر من الفلسفات الأرثوذكسية الستة، مثل واقعية نيايا، أو المذهب الطبيعي لـ«فايشيشيكا»، وثنائية سامخيا وجوهرية الأحادية ومعرفة الذات بالنسبة للتحرر في أدفايتا، العناصر الأساسية للأفكار الإيمانية هي اليوغا وانضباط الذات والتصوف.
تشمل كل مدرسة من مدرسات الفلسفة الهندوسية على أدبيات ضخمة حول مواضيع الإبستمولوجيا (نظرية المعرفة) تُسمى البرامانا، كما تشمل نظريات عن الميتافيزيقا وعلم القيم وغيرها من المواضيع.

## التصنيف
نشأت ست مدارس أرثوذوكسية في تاريخ الهندوسية قبل بدأ الحقبة العامة. يطرح بعض الدارسين أسئلة حول دقة وكفاية تصنيف المدارس الأرثوذكسية والمدارس المبتدعة، بناءً على تنوع وتطور الرؤى في كل مدرسة رئيسة من الفلسفة الهندوسية، مع وجود بعض المدارس الفرعية التي تدمج بين الرؤى الأرثوذكسية والرؤى المبتدعة.
منذ العصور القديمة، صُنفت الفلسفة الهندية إلى أستيكا وناستيكا كمدارس للفكر. سُميت المدارس الأرثوذكسية من الفلسفة الهندوسية باسم سادارسانا أي النظم الستة. خلق فيدانتا المخطط بين القرنين الثاني عشر والسادس عشر، ثم تبناها دارسو الهند من الغرب، فانتشرت في الفهم الحديث للفلسفة الهندوسية.

### أستيكا
يوجد ست مدارس فكر أرثوذكسية أستيكية. يُسمى كل منها دارسانا، وكل دارسانا تقبل الفيدا كمصدر للسلطة وتسلم بوجود أتمان (الروح، أو النفس الخالدة). مدارس أستيكا هي:
1. سامخيا، إيضاح إلحادي وثنائي نظري للوعي والمادة.
2. اليوغا، مدرسة تؤكد على أهمية التحرر والتأمل.
3. نيايا أو المنطق، يستكشف مصادر المعرفة.
4. فايشيشيكا، مدرسة تجريبية عن الذرة.
5. ميمامسا، مدرسة معارضة للتصوف والزهد، من الأرثوبراكسي.
6. فيدانتا، آخر جزء من المعرفة في الفيدا، وهي المهيمنة الآن على الهندوسية في العصور بعد الوسطى.

### ناستيكا
إنها المدارس التي لا تقبل بسلطة الفيدا، ويبرز بها أربع مدارس مبتدعة:
1. شارفاكا، مدرسة مادية تقبل بوجود الإرادة الحرة.[15][16]
2. آجيفيكا، مدرسة مادية تنكر وجود الإرادة الحرة.[17][18]
3. البوذية، فلسفة تنكر وجود أتمان (الروح أو النفس) ومبنية على تعاليم وتنوير غواتاما بوذا.[19]
4. الجاينية، فلسفة تقبل وجود أتمان (الروح أو النفس) ومبنية على تعاليم وتنوير 24 معلمًا معروفين بـ«تيرثانكارا»، مع اعتبار ريشابها كأول ماهافيرا من الـ24 معلم.[20]

## نظرة عامة

### نظرية المعرفة
تُعرف نظرية المعرفة بـ«برامانا». كانت نظرية المعرفة هي المحور الذي قامت حوله العديد من الدراسات في الهندوسية منذ العصور القديمة. البرامانا هي نظرية المعرفة الهندوسية، وتناقش وسائل تحصيل الإنسان للمعرفة الدقيقة. تركز البرامانا حول كيفية تحصيل المعرفة الصحيحة، كيف يمكن للمرء أن يعرف شيئًا، وإلى أي مدى يمكننا أن نحصل على معرفة حول شيء ما أو شخص ما.
توضح لنا النصوص القديمة والقروسطية الهندوسية ستة من البرامانا كوسائل صحيحة للحصول على المعرفة والحقيقة: براتياكشا (التصور)، وأنيومانا (الاستدلال)، وأبامانا (المقارنة والمماثلة «الأنالوجي»)، وأرثاباتي (الترشيح؛ الاشتقاق من الظروف)، وأنيوبالابدي (اللاتصور، الدليل المعرفي/السلبي)، وشابدا (الكلمة أو الشهادة من الخبراء القدامى أو الحاليين). يُقسم كل من تلك الوسائل حسب حدود الظرفية والتكاملية والثقة وإمكانية الخطأ، حسب مدارس أخرى. تختلف المدارس حول عدد الوسائل التي تعتبر طرقًا صحيحة للمعرفة. على سبيل المثال، تعتبر فلسفة شارفاكا ناستيكا أن (التصور) هو الوسيلة الإبستمولوجية الوحيدة الموثوقة، بينما تعتبر مدرسة سامخيا أن كل من (التصور والاستدلال والشهادة) وسائل صحيحة، وتعتبر ميمامسا وأدفايتا أن المدارس الستة مفيدة إبستمولوجيًّا وموثوقة كمصادر للمعرفة.

### سامخيا
سامخيا هي أقدم مدرسة فلسفية أرثوذكسية من المدارس الهندوسية، يعود أصلها إلى الألفية الأولى قبل ميلاد المسيح. إنها مدرسة عقلانية في الفلسفة الهندية، ولها تأثير كبير على المدارس الفلسفية الهندية الأخرى. سامخيا فلسفة تعددية تقبل ثلاثة من ستة برامانا كوسائل موثوقة لتحصيل المعرفة. وهي التصور والاستدلال والشهادة.
تتبنى السامخيا ثنائية الوعي والمادة. إنها تعتبر أن الكون يتكون من واقعين: بوروشا (الوعي) وبراكريتي (المادة). جيفا (الكائن الحي) هو حالة اتحاد البوروشا مع البراكريتي في شكل ما. يقول دارسو السامخيا أن هذا الاتحاد يؤدي إلى نشوء البوذي (الوعي أو الإدراك أو الذكاء) وأهانكارا (الوعي الفردي بالذات). تصف تلك المدرسة الكون باعتباره واحد مكون من كائنات بوروشية-براكريتية مع العديد من التغيرات والاندماجات مع العديد من العناصر والحواس والمشاعر والأنشطة والعقل.
تشمل فلسفة السامخيا على نظرية للغونا (الصفات، أو الميول الفطرية، أو النفس). تنص النظرية على وجود ثلاث أنواع: ساتفا وتعني الخير والتعاطف والإيجابية والبناء، وراجاس وهي النشاط والفوضوية والشغف والاندفاع والخيرية أو الشر، وتاماس وهي الظلام والجهل والهدم والتعب والسلبية. يحتوي كل كائن حي، كما يقول دارسو السامخيا، على الغونا الثلاث، ولكن بنسب مختلفة. يحدد الشخصية التفاعل ين تلك الغونا، كما يحدد التطور في الحياة. تُنظِّر السامخيا على وجود تعددية في الأرواح التي تحتوي على وعي، ولكنها تنكر وجود إيشفارا (إله). تعتبر السامخيا الكلاسيكية فلسفة هندوسية إلحادية.

### يوغا
في الفلسفة الهندية، اليوغا هي اسم واحدة من المدارس الفلسفية الستة في أستيكا، بين أشياء أخرى. تتسق يوغا مع المسلمات الثنائية لمدرسة سامخيا. تقبل مدرسة يوغا نظريات سامخيا في علم النفس والميتافيزيقا، ولكنها تُعتبر فلسفة إيمانية لأنها تقبل وجود إله شخصي (إيشفارا)، على عكس سامخيا. أما بالنسبة لنظرية المعرفة في يوغا، فهي مثل سامخيا، تعتمد على ثلاث برامانا كوسائل موثوقة لتحصيل المعرفة، وهي التصور والاستدلال والشهادة.
يُفهم الكون في مدرسة يوغا كثنائية: بوروشا (الوعي) وبراكريتي (المادة)، ولكن مدرسة يوغا تناقش هذا المفهوم بشكل أكثر عمومية كـ«الرائي والمجرِّب» و«المرئي والمجرَّب».
النص الأساسي في اليوغا هو يوغا سوترا. يُعتبر باتانجالي، كما يشرح ماكس مولر، المؤلف أو المعبر عن فلسفة يوغا دون أن يكون بالضرورة مؤلف سوترا.
تبني مدرسة يوغا على تراث سامخيا أن جنانا (المعرفة) هي وسيلة كافية لـ«موكشا» (التحرر). إنها تقترح أن التقنيات أو الممارسات المنظمة (التجربة الفردية) مدمجة بالمقاربة السامخية عن المعرفة هي الطريق لموكشا. تتشارك يوغا مع أدفايتا فيدانتا بعض الأفكار المركزية، مع اختلاف أن يوغا هي شكل من الصوفية التجريبية بينما تعتبر أدفايتا فيدانتا شكل من الشخصانية الواحدية. تعتبر مدرسة اليوغا للفلسفة الهندوسية أن التحرر ممكن، ويحدث خلال الفهم الشخصي الكامل وإدراك أتمان (الروح أو النفس) وبراهمان.

### فايشيشيكا
فلسفة فايشيشيكا هي مدرسة طبيعانية. إنها شكل من الذرية في الفلسفة الطبيعية. إنها تنص على أن كل الأشياء في الكون الفيزيائي تُختزل للذرات (بارامانيو)، وتجربة المرء مشتقة من تفاعل المادة (وظيفة الذرة وعددها وترتيبها المكاني)، والصفات والنشاط والشيوع والميراث والتفرد. المعرفة والتحرر ممكنان بالفهم الكامل لعالم التجربة، طبقًا لمدرسة فايشيشيكا.
ترتبط مدرسة فايشيشيكا بمدرسة نيايا ولكن هناك اختلافات في نظرية المعرفة، والميتافيزيقا والوجود (الأنطولوجيا). تقبل نظرية المعرفة في فايشيشيكا، مثل البوذية، بوجود وسيلتين فقط موثوقتين للمعرفة، وهما التصور والاستدلال. تعتبر كل من فايشيشيكا والبوذية نصوصهما المقدسة مصادرًا إبستمولوجية غير قابلة للمساءلة، الاختلاف هو أن النصوص المقدسة لدى فايشيشيكا هي فيدا.

## اقرأ أيضاً
- هندوسية
- فلسفة هندية